# William Rockstro
William Rockstro (North Cheam, comtat de Surrey, 5 de gener de 1823 - Londres 2 de juliol de 1895) fou un compositor i musicògraf anglès.
Estudià en el seu país i en el Conservatori de Leipzig des de 1845 al 1846, rebent lliçons de Mendelssohn i Hauptmann. Compositor i executant notable, es distingí més com a musicògraf i didàctic.
Entre les seves obres més importants i figuren les següents: Història general de la Música (1886); Vida de Haendel (1883); Mendelssohn (1884), i La cantant Jenny Lind (1891).
Com a compositor cultivà el lied amb molt d'encert. Mostrant trobar-se influït considerablement per l'estil de Mendelssohn. Aquesta circumstància és particularment apreciable en el seu oratori El Bon Pastor, estrenat en el festival de Gloucester el 1886.
També és autor d'un tractat d'Harmonia (1881) i un altre de Contrapunt (1882), així com diverses composicions per a piano, etc.